# 경로 함수
열역학계의 열역학적 평형 상태 공간을 통과하는 열역학 과정의 경로를 설명하기 위해 잘 정의 된 양을 과정 함수(process function),  또는 경로 함수(path function)라고 한다. 예를 들어, 일과 열은 계의 평형 상태 사이의 전환을 정량적으로 설명하기 때문에 경로 함수이다.

## 같이 보기
- 열역학
- 상태 함수